# Lusignano (Albenga)
Lusignano (Lüxignan in ligure) è una frazione di circa 1 000 abitanti del comune di Albenga, in provincia di Savona.
La località è situata a 20 m s.l.m. e a circa 4 km dal centro abitato, in un lembo di pianura stretto tra il fiume Centa e le propaggini delle ripide colline che delimitano la piana a meridione. I monti vengono chiamati ancora con termini dialettali, quali a rocca du pistulè o il monte piscia vin. Il toponimo deriva dai fondi rustici, come Antognano, Aregliano, Velirano, Verano, tutti di vaste proporzioni e che sfruttavano la fertile piana ingauna.
Il paese è attraversato da un torrente dal nome rio Carpaneto. L'abitato si sviluppa lungo la dorsale collinare con un impianto piuttosto articolato, probabile testimonianza di una origine più antica rispetto alle altre ville della piana.
Durante gli scavi per la costruzione di un nuovo complesso residenziale, nella regione di Rusineo, sono emerse delle rovine di una villa romana di notevoli dimensioni, che segnalano una presenza nella zona sicuramente di epoca romana.

## Geografia fisica
Lusignano si trova nel primo entroterra del territorio comunale di Albenga, nella Riviera di Ponente. La sua parte storica si trova nella prima parte collinare, comprese le parti di espansione, ostenta ad allargare l'abitato nella pianura circostante, anche se dagli anni novanta del XX secolo è in atto un'espansione di villette nella zona circostante.
Tuttavia la parte significativa coincide con quella storica, che si sviluppa con una via principale, via Enrico Riva, che partendo dalla parte bassa attraversa tutto il paese rastremandosi; durante il suo percorso sono presente diverse piazze, anche di dimensione limitata. La parte alta di tale via è stata soggetta di riqualificazione nel 2011 con un progetto e fondi da parte della Regione Liguria.
Il carattere è di un borgo edificato su un terreno scosceso, nella zona di fondovalle del rio Carpaneto. Il punto di riferimento del paese è sicuramente il campanile, anche se viene sovrastato dalla presenza del vicino monte Pisciavino.

## Storia

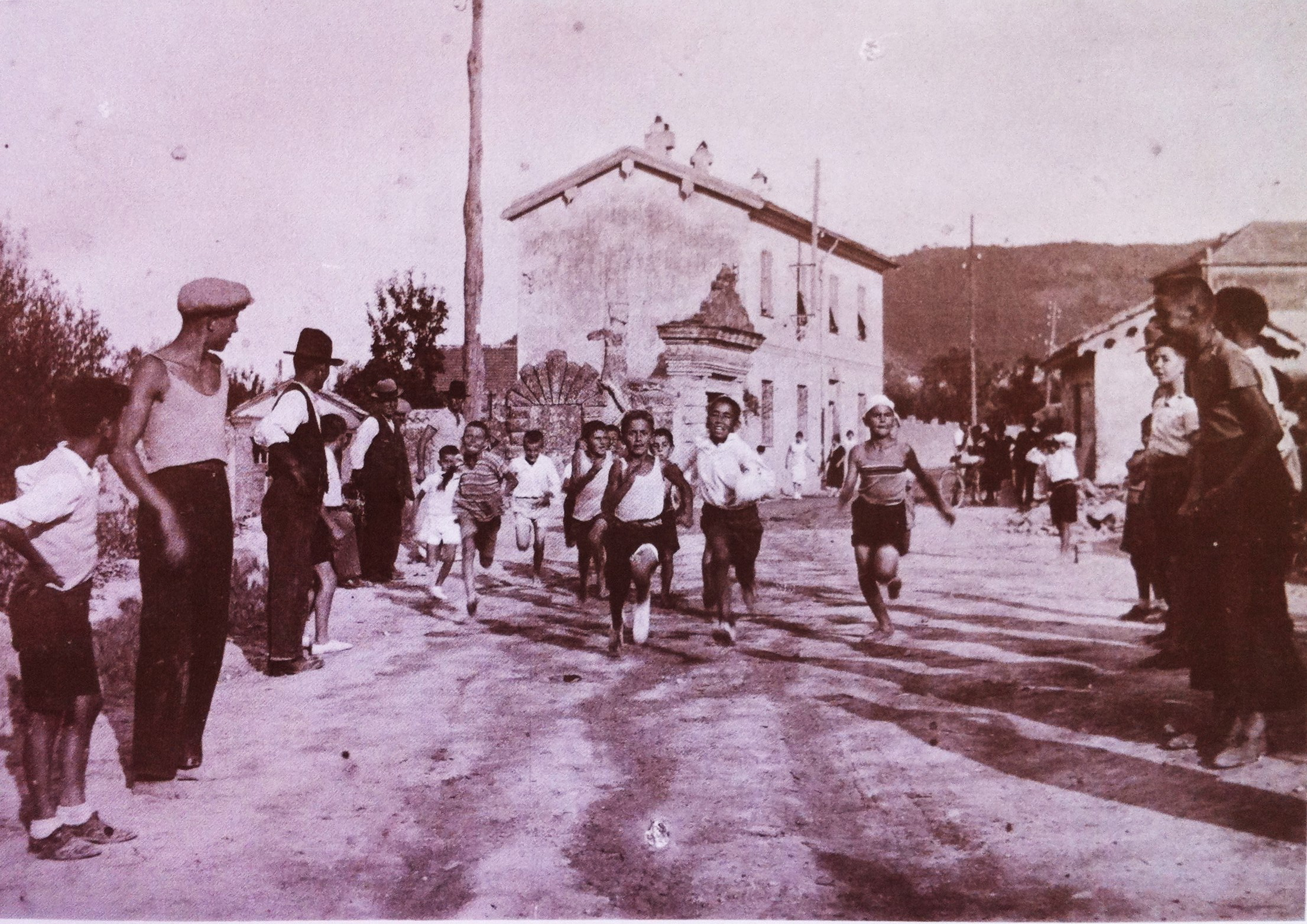
Giochi a San Bartumelin (San Bartolomeo)

I primi insediamenti trovati sono di epoca romana, ma è possibile che Lusignano fosse una delle zone in cui i primi abitanti della pianura si fossero stanziati: il terreno leggermente rialzato permette un riparo sicuro dalle piene del fiume Centa che attraversa la piana di Albenga; tutto questo fa presumere che addirittura in epoca preromana la zona fosse già abitata o per lo meno frequentata.
Con la fine dell'epoca romana, se pur senza testimonianze, è alquanto probabile che anche la zona di Lusignano si sviluppò. Si è sicuri che la chiesa è antecedente al XIII secolo, poiché la chiesa parrocchiale, dedicata a santa Margherita d'Antiochia, ha al suo interno un fonte battesimale e il presbiterio di tale periodo storico. Nel libro dei confratelli della locale Confraternita di San Bartolomeo Apostolo, i primi iscritti risalgono al XV secolo, anche se viene scritto che non sono presenti tutti i confratelli. Uno dei primi testi in cui viene fatto riferimento è un atto redatto nel 1242 dove parla di Segnoro de Mercato che sarebbe stato alla testa del Borgo. Negli Statuti di Albenga del 1288 ci sono vari riferimenti al paese, che viene chiamato Luxignanum. In particolare si fa riferimento alla chiesa di Santa Maria, nella zona inferiore, ma non si capisce se la santa protettrice fosse diversa dall'attuale Santa Margherita.
Si ha riferimento che con un decreto del 13 gennaio 1313, l'arcidiacono della cattedrale avesse la prebenda di Santa Maria di Lusignano; non si capisce se si riferisse a qualche chiesa o convento oggi andata perduta, oppure fosse un errore ortografico e si ci riferiva alla chiesa di Santa Margherita.
Verso la metà del XIV secolo si hanno notizie certe che Lusignano, assieme a San Fedele, Villanova, Ligo, Marta e Bossoleto erano amministrativamente sotto il controllo del quartiere di San Siro della città di Albenga, delle sue leggi e dei suoi magistrati. Nel 1418 per rappresentare la Città di Albenga presso il doge di Genova, tra gli altri, venne scelto un certo Emmanuele Riva di Lusignano. Nel periodo che va dal XV secolo al XIX secolo si ha il sorgere di alcune ville come quella "del Vescovo"; in special modo si hanno notizie dal testo di Gio Ambrogio Paneri, Descrizione della cittade e contado di Albenga, pubblicato nel 1625 dove indica Lusignano come luogo d'otium (trad. d'ozio), descrivendola come villa assai deliziosa, dove sono molte case e belli giardini de cittadini, fra quelli porta il vanto quello del fu Prospeto Cepolla, che ora è del signor Gio Francesco de signori conti Della Lengueglia. In questi anni si ha la divisione delle frazioni sotto l'egida dei signori della città, dove Lusignano era sotto i Cepolla.
Nel 1615 il notaio Enrico Riva lasciava la sua eredità per fare la dote a tutte le zitelle di Lusignano. Nel 1680 si ha la notizia che tale Bonifacio Bamonte, canonico della cattedrale e rettore della chiesa di Lusignano che fu accusato di compiere atti di sozzurre e di delitti, per la quale dovette intervenire con un'assolutoria, il papa Clemente XII.
Nel 3-4 ottobre del 1744 una importante alluvione del fiume Centa devasta la città di Albenga, vengono messe in atto alcuni interventi anche sul rio del paese, allora conosciuto col nome di Carpanea per far convogliare le acque nell'Avarenna. Sappiamo di una lite avvenuta con i proprietari della vicina San Fedele che arrivò a processo, difatti questi che riceverono molti danni, addirittura con case distrutte dalle acque, diedero la colpa agli abitanti della vicina Lusignano che a loro dire erano colpevoli di non averle regimentate. 
Nel 1778 si è a conoscenza che vengono redatti i Capitoli novi della Confraternita di San Bartolomeo Apostolo, e via nave da Alassio vengono mandati a Genova per essere approvati dal Senato della Repubblica. Nel 1780, a Lusignano, dei quaranta uomini maggiori di 25 anni, tredici portano il cognome Rolando, e i Bruno, i Tomati e gli Enrico - gli altri tre gruppi familiari con un'articolazione complessa - sono meno della metà. Nel 1778 inizia la ristrutturazione edilizia dell'oratorio che termina nel 1782 quando i due priori, Agostino Rolando e Bartolomeo Tomati saranno i primi a prenderne possesso. 
Quando nel 1796 Napoleone Bonaparte soggiornò ad Albenga, depredò tutte le comunità, tra queste anche quella di Lusignano che vide sparire molti dei suoi tesori: si salvarono alcuni oggetti sacri e la statua di San Bartolomeo. Le casse e le relative statue processionali sono della metà dell'Ottocento, inoltre la statua del Cristo sopra l'altare della parrocchia è stata attribuita ad Anton Maria Maragliano o alla sua scuola.
Quando tutta la comunità di Albenga passò nel 1797 sotto il nuovo governo della Repubblica Ligure formò una municipalità separata da Albenga assieme a San Fedele, che ritorneranno sotto l'ente amministrativo albenganese solo con l'annessione al Primo Impero francese nel 1804.

### Testimonianza settecentesca
Il piccolo paese ha la fortuna di ospitare nel corso del XIX secolo Madame de Genlis, scrittrice e pedagogista, dotata di un'educazione liberale, espose la sua teoria pedagogica nel trattato Adéle e Theodore, pubblicato nel 1782, romanzo scritto proprio a Lusignano. Prende l'aspetto delle giornate che vive tra qua e la vicina Albenga, descrive che le pastorelle erano solite ornarsi i capelli con i fiori colti dal campo e anche se umili sono molto eleganti nel loro portamento.

### Età contemporanea
Nell'Ottocento vive a Lusignano la famiglia dei Rolandi, da cui discende Vittorio Rolandi Ricci, probabilmente nato nella loro villa del paese nel 1860. Il paese fu risparmiato dal grande terremoto del 1887 che distrusse alcune delle torri ingaune e per questo per alcuni decenni il 23 febbraio, anniversario del terremoto, il paese faceva una grande festa con processione per ringraziare san Bartolomeo per aver risparmiato il paese. Il 2 febbraio del 1880 nasce a Lusignano, nella villa Prospera di proprietà della famiglia Cepollini, Luisa Cepollini d'Alto e Caprauna; il Giovedì Santo del 1897 ricevette la chiamata al servizio religioso, quindi il 9 aprile del 1900 entra nell'Istituto di Torino e l'11 giugno a Lione per il noviziato. Nel settembre del 1905 emise i voti perpetui con il nome di Suor Giuseppina di Gesù suora del Sacro Cuore di Gesù. Morì a Torino il 21 giugno del 1917 ed è sepolta nella cappella dell'Istituto. È soggetta al processo di beatificazione dal 1966, con la nomina a Servo di Dio.
Il 25 gennaio del 1897 alcuni ragazzi della vicina San Fedele si recarono a Lusignano, dove c'era una festa privata, chiamata festino. Non furono ben accolti, e ben presto furono obbligati ad abbandonare la sala. Appena fuori giunsero alle parole con i ragazzi di Lusignano e si passò ai fatti: un certo Calvi Giovanni riceve otto fendenti con la lama che lo portarono a morte immediata, mentre Bruno Antonio ferito gravemente fu portato per le prime cure nella vicina osteria, oltre a Rolando Giacomo che ricevette dieci ferite ed entrambi a letto sorvegliati dalle forze dell'ordine, mentre un altro ragazzo, Carpe Pietro, fu ferito ad un braccio. I carabinieri giunti sul posto interrogarono 23 persone, arrivando in breve ad imprigionare Carpe Pietro e Re Giuseppe.
Il 10 aprile del 1900 si ha notizia di un grande incendio scoppiato sopra i monti di Lusignano, nel quale in breve tempo arriva nei comuni di Villanova d'Albenga e di Alassio; i borghi vennero messi in sicurezza grazie all'intervento delle guardie forestali, dei militari, del genio civili e di tutti i cittadini che in breve arrivarono sul posto.
Durante la prima guerra mondiale diede il suo grande contributo alla vittoria dell'Italia, e durante la seconda fu un paese le cui colline diedero rifugio ai partigiani, che secondo leggende e ritrovamenti depositarono nelle abbondanti grotte molti del loro armamento. Durante la guerra nella piazza principale i nazisti eseguirono delle condanne a morte di alcuni partigiani e civili: il 6 dicembre 1944 di fronte alla fornace Perseghini vennero fucilati Giovanni Gitotta e Francesco De Paoli. Il 31 dicembre 1944 Luciano Luberti, assieme all'ex partigiano Luciano Ghio ed al tenente tedesco Willy Angel, saccheggiò l'abitazione e la stalla di Andreino Bruno che poi venne ucciso per mano del Luberti con la pistola di Angel.

### La seconda Guerra Mondiale e la lotta partigiana
Lusignano e San Fedele erano il collegamento tra la città di Albenga e i combattenti delle montagne. Per questo tra il novembre 1944 e il febbraio 1945 le località furono soggette alle ingerenze tedesche. Le truppe tedesche occuparono Lusignano e il tenente Willy Angel fu a capo del gruppo. I tedeschi occuparono diversi luoghi, come l'oratorio di San Bartolomeo o abitazioni private. 
Venne dato compito ai due brigatisti neri, Carmine Consalvo e Brunantonio Salvatore Muscari, per la sparizione di alcune armi e indumenti avvenuti nel mese di novembre e imputati ai partigiani di Lusignano e San Fedele. Grazie alle spiate dei coniugi Camiletti e alla confidenza di una donna che viveva al Monte e legata sentimentalmente a un sammarchino, si riuscì a individuare il responsabile in Domenico Terrera, nome di battaglia Zio. Consalvo girava con il Muscari che era un siciliano, perché sapeva di un altro siciliano unito ai partigiani e pensava che fosse più facile venire a contatto, la differenza era che il Muscari aveva tutte le autorizzazioni tedesche in tasca. I due brigatisti girarono per Lusignano e San Fedele, ma una volta riconosciuti vengono fermati da una SAP partigiana, portara a piedi a Casano Lerrone presso il distaccamento di Domenico Trincheri. Furono inquisiti da Massimo Gismondi (Mancen) e da Osvaldo Contestabile (Osvaldo), usciti dai loro nascondigli per l'interrogatorio, per carpire i nomi degli altri brigatisti, di chi aveva dei ruoli attivi o erano più passivi; al processo ci furono anche Libero Simone (Pardo), Miscioscia Mario (Miscioscia), Franco Salimbene (Franco) e il commissario Angelo Montaldo (Gomez). Il processo avvenne in maniera veloce, essere delle brigate nere ed essere anche graduati, oltre che essere complici della questura Republichina di Imperia, oltre che essere spie e informatori dei nazisiti, era sufficiente in tempo di guerra per stabilire la condanna a morte. 
Il clima dell'esecuzione era penoso ma ineluttabile, invano i condannati invocarono la clemenza partigiana. Uno dei due si inginocchiò chiedendo pietà, supplicando misericordia con parole sofferenti. Era la notte del 2 dicembre 1944. I loro corpi, recuperati, sarebbero stati traslati in seguito ad Altare, al cimitero delle croci bianche.
Mercoledì 6 dicembre del 1944 Luberti assieme a Strupp fecero un'incursione armata uccidendo i partigiani Francesco De Pascale, nome di combattimento Baracca nato a Lecce il 6 maggio del 1925, ucciso direttamente dal Luberti, e Giovanni Gugliotta, conosciuto come Giletta o Giovanni il siciliano nato a Palermo il 20 dicembre del 1917, ucciso da Strupp. La barberie fu peggiore, perché il maresciallo Strupp decise di inserire una pompa da bicicletta nel buco della testa del Giletta, deformandola; il tutto avvenne davanti alla popolazione che fu radunata nei pressi del piazzale della fornace Perseghini.

### Gli eventi del 13 dicembre 1944
Quando il sole non era ancora sorto, la mattina del 13 dicembre 1944 venne eseguita una perlustrazione di tutte le case del paese da parte dei soldati tedeschi, che non trovando nulla obbligarono tutta la popolazione a radunarsi nella piazza centrale, comprese donne e bambini. Qui separarono gli uomini da donne e bambini, lasciando per un periodo di tempo tutta la popolazione sotto il tiro dei mitra, urlando contro chi si spostava troppo. Era presente Luciano Luberti, che comandava le truppe assieme al tenente comandante tedesco, ed interrogavano. Vista la pioggia che ne era uscita, il prete, don Remoino, aprì le porte della chiesa parrocchiale ed i militari permisero alle donne ed ai bambini di mettersi al riparo.
Verso la fine della mattinata venne permesso ai bambini ed alle donne di tornare a casa, mentre gli uomini furono costretti a rimanere in piazza fino al termine dei rastrellamenti. Tuttavia poco dopo, due uomini tentarono la fuga, uno venne inseguito per le vie del paese, catturato e dopo pochi metri fucilato sul posto, l'altro provò a scappare attraverso la fornace Perseghini, ma si trovò di fronte ad un muro troppo alto per essere scavalcato, ed anche lui venne fucilato sul posto. Queste due persone aiutavano i partigiani, ma non ne facevano parte.
Ben peggio sarebbe potuto andare: in quella mattinata era previsto il trasferimento di alcuni fucili che erano nascosti tra la legna delle campagne per essere portati sui monti, questa operazione sarebbe dovuta essere compiuta da due partigiani, Tullio detto "Volpe" e Manfro detto "Cornacchia". Tuttavia il ritardo dello stesso Tullio permise a Manfro di essere avvisato della presenza dei nazisti in paese, e rinviare l'operazione; alcuni periodi dopo Manfro venne arrestato e torturato dal "boia" Luciano Luberti. Per i rastrellamenti di Lusignano e San Fedele venne arrestato e condotto a Savona Mauro Sansoni, che venne poi fucilato il 28 aprile nella fortezza del Priamar.

#### Andreino Bruno

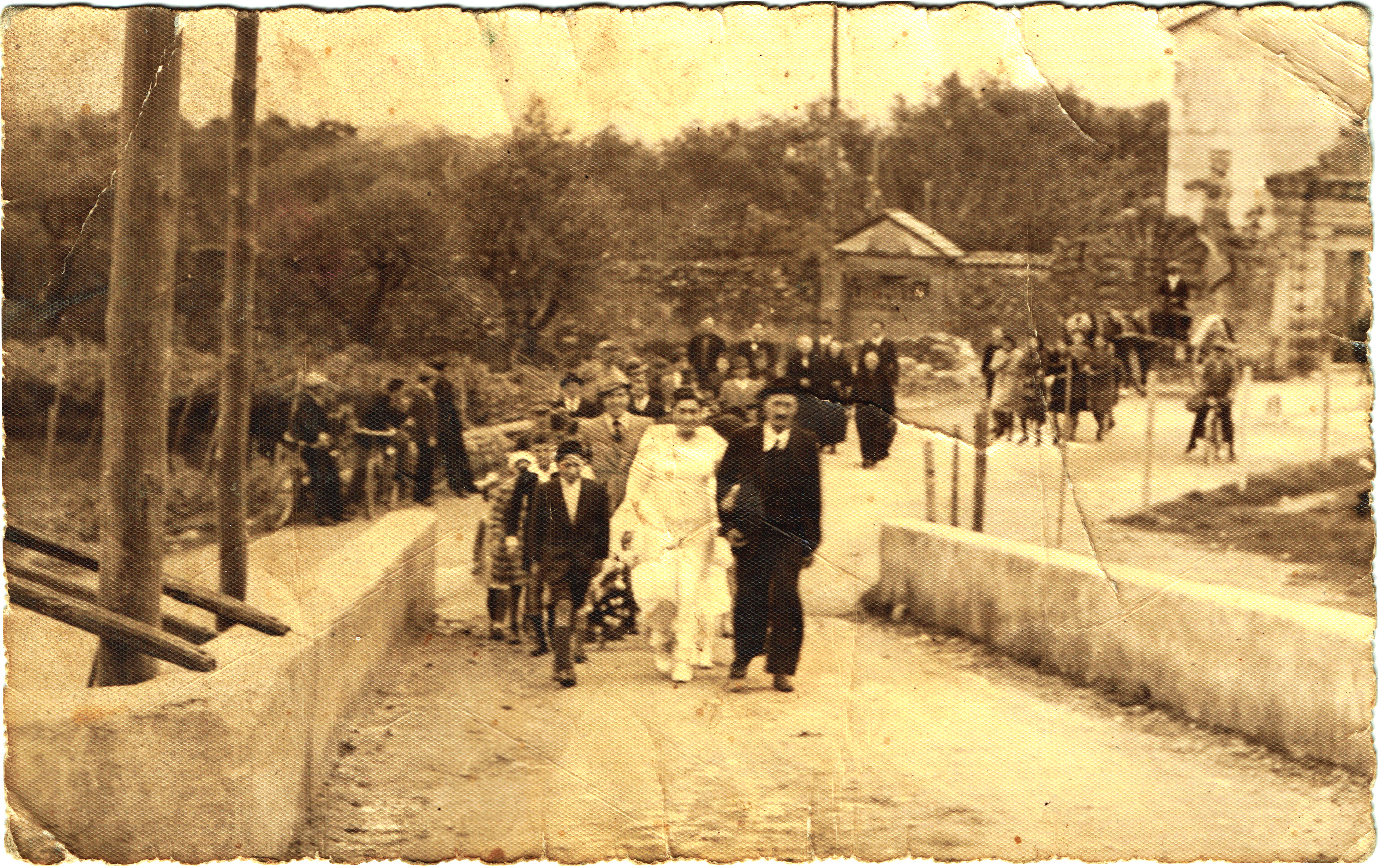
Luigia Sardo Bruno, madre di Andreino, il giorno del matrimonio accompagnata dal padre Andreino Bruno, 1924

La notte del 29 dicembre, il collaborazionista dell'esercito tedesco Bruno Camilletti, mentre la moglie Amelia Brocco faceva da guardia, mise nel pollaio della famiglia Bruno un moschetto e parecchie munizioni alcune delle quali sparse a terra. Denunciò la mattina seguente il giovane Andreino Giulio Bruno, della classe 1926, ai Tedeschi. Alle 19.30 del 30 una trentina di militari circondarono la casa comandati dal sottotenente Hangel, i Camilletti andarono nel pollaio a colpo sicuro prendendo quanto nascosto il giorno prima dando la prova della colpevolezza del diciottenne che venne arrestato; i coniugi stessi indossavano la divisa tedesca. I coniugi Cammilletti si volevano vendicare per una denuncia ricevuta tempo prima per un furto d'uva. Il giovane venne picchiato e torturato tutta la notte. Il giorno dopo alle 9 di mattino il giovane Andreino Bruno venne portato in Regione Inferno, nella vicina San Fedele e ucciso con un colpo di pistola alla nuca. Luciano Luberti prese a calci il corpo rompendo qualche arto per farlo entrare nella fossa nel terreno che era troppo piccola. Come da prassi la casa dei Bruno venne saccheggiata dai tedeschi, ori, argenti, biancheria, animali e vestiti. La biancheria venne ritrovata a casa della Brocco a Laigueglia nel dopoguerra.
La storia venne raccontata la sera del 24 aprile 1945 in casa di Candido Stien e della moglie Maddalena Amoi a San Fedele, dove un militare tedesco, Felix, che era in ritirata si confidò del peso che lo opprimeva raccontando quanto accaduto, chiamando anche la madre del giovane, Luigia Sardo Bruno. Essa stessa venne tortura e prese a schiaffi dal brigatista nero Felice Bisterzo; ma Felix raccontò le colpe della Brocco, che disse anche fosse una delle amanti del tenente Angel. Il militare tedesco venne ucciso l'indomani in uno scontro con i partigiani durante la ritirata da Albenga.
Candido Stien e Maddalena Amori testimonieranno a Savona il 28 maggio del 1945 nel processo contro Amelia Brocco, che era scappata a Montagnana suo paese natio. Mentre il Camilletti forse venne preso dal rimorso o forse per paura di quello che gli potesse succedere, provò il suicidio, mentre era ricoverato in ospedale venne prelevato e giustiziato dai partigiani dopo un rapido processo il 7 maggio 1945. Sono stati considerati colpevoli per collaborazionismo, avendo denunciato e procurato la morte direttamente di Andreino Bruno e Pasquale Faroppa, su di loro il Servizio informazioni militare aveva la prove del collaborazionismo e del fatto che spesso indossavano le divise naziste come vanto.

### Età contemporanea
La struttura e l'urbanistica del paese rimase invariata, o tutt'al più con poche modifiche per molti secoli, conservando nei suoi abitanti uno spirito che risale all'epoca medievale, legata alla terra e ai valori morali. Dagli anni sessanta del XX secolo, la fornace Perseghini venne chiusa ed abbandonata, diventando per un periodo rifugio di senzatetto. Solo dagli anni novanta il paese inizia ad ampliarsi.
Nella notte del 28 luglio del 1991, il carabiniere Germano Giovanni Bonello, libero dal servizio salvò gli occupanti di un'autovettura che aveva incidentato prima che scoppiasse il serbatoio. Per questo il presidente della Repubblica, con decreto datato 30 aprile 1992, riconosce al carabiniere la medaglia d'argento al valor civile, come fulgido esempio di non comune ardimento ed alto senso del dovere.

## Monumenti e luoghi d'interesse

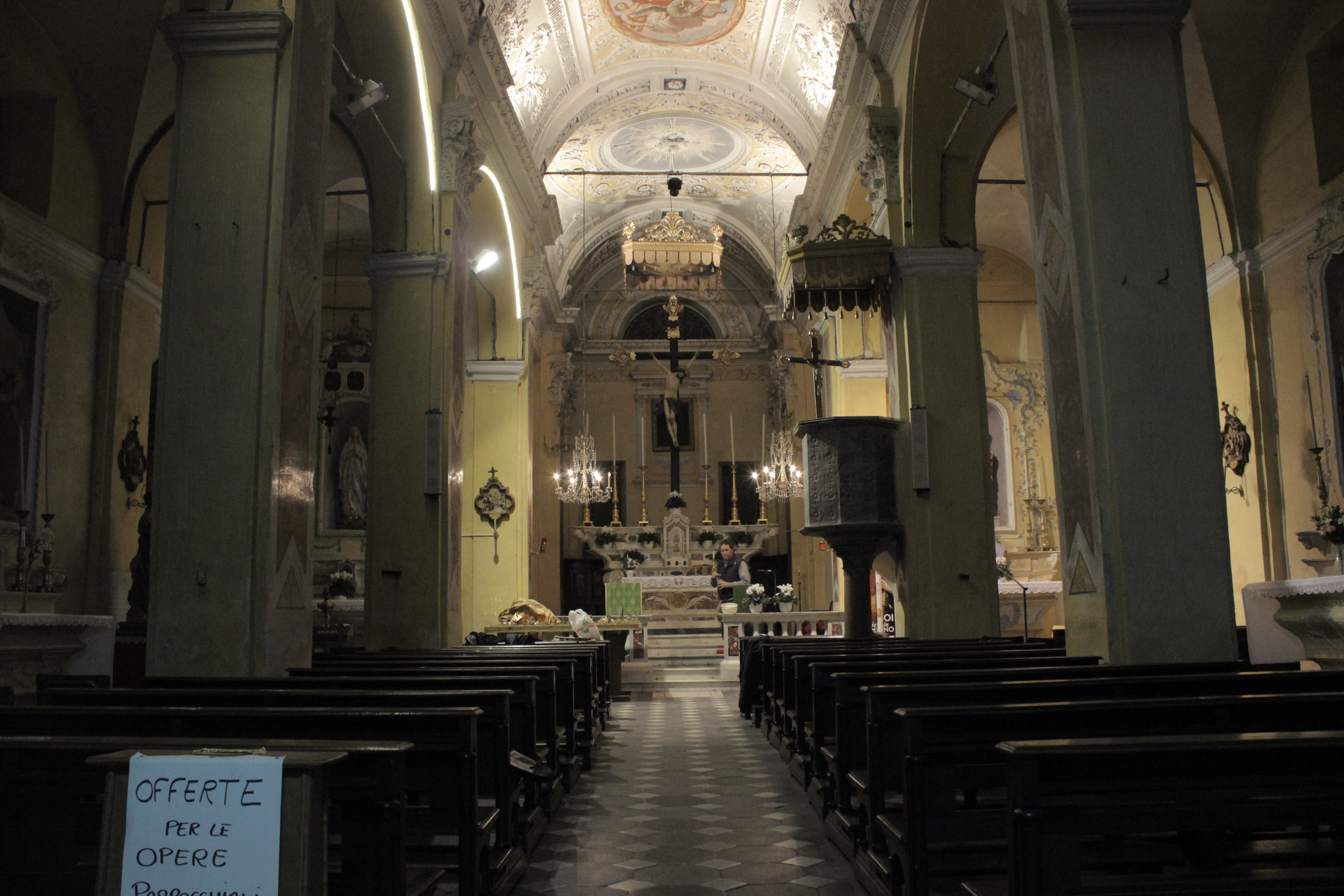
Interno della chiesa di Santa Margherita d'Antiochia

### Architetture religiose
- Chiesa parrocchiale di Santa Margherita d'Antiochia.
- Oratorio di San Bartolomeo Apostolo. Nella frazione è presente l'oratorio, sede dell'omonima confraternita. Il presente oratorio deriva da una ricostruzione avvenuta nel 1780 circa, a seguito del crollo della precedente struttura.

### Architetture civili

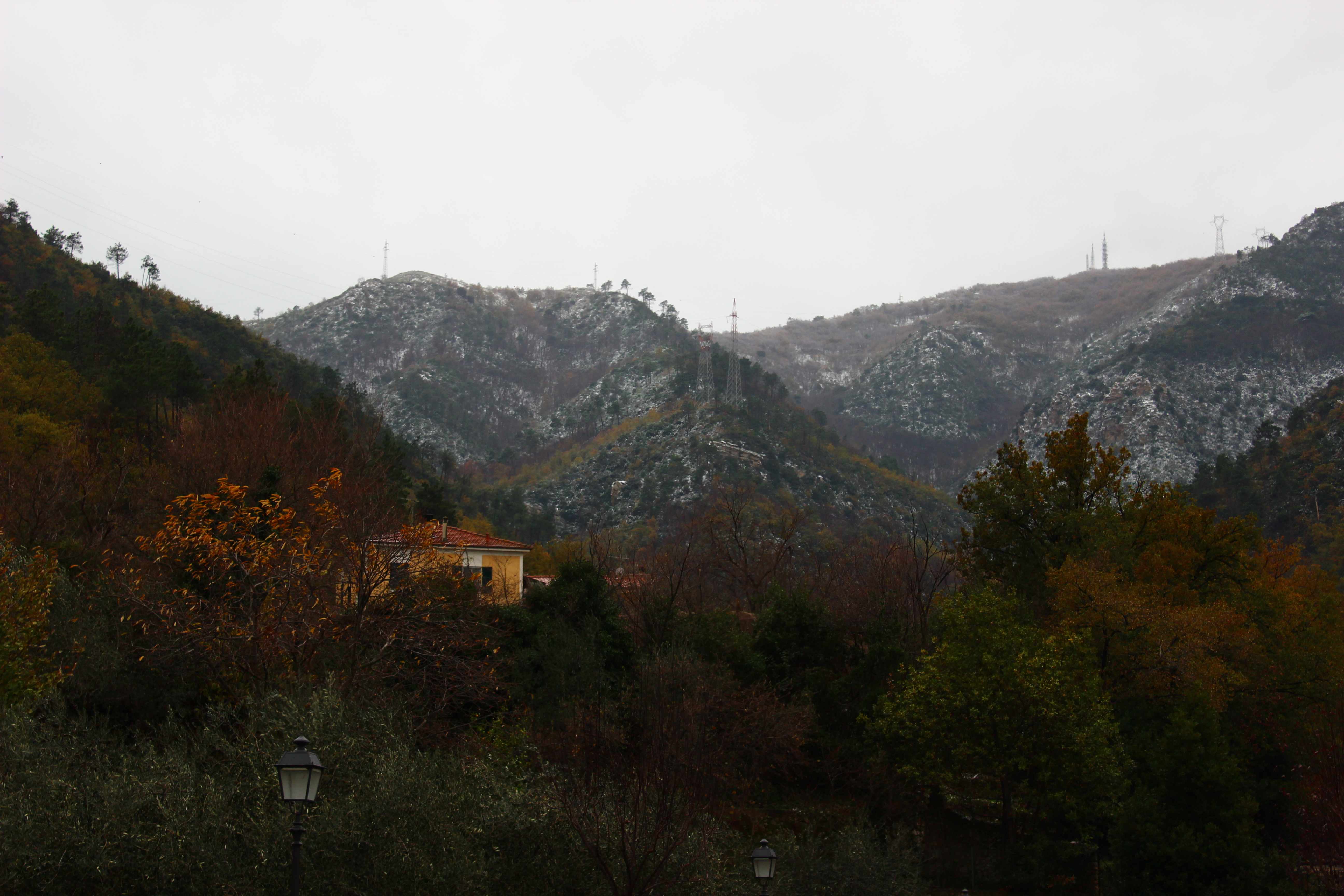
Scorcio innevato di Lusignano

#### Villa del Vescovo
Nel borgo è presente una villa del vescovo di Albenga Pier Francesco Costa, che dal 1647 passò in loco molto del suo tempo, decidendo di lasciare al seminario questa villa e di trascorrervi i suoi ultimi giorni. Venne rifatta da monsignor Carlo Maria Giuseppe de Fornari negli anni 1726-1727, con una spesa di 400 lire, ingrandita dal vescovo Stefano Giustiniani negli anni 1786-1789, vi morì il vescovo Angelo Vincenzo Andrea Maria Dania il 9 settembre 1818. Durante la campagna d'Italia Napoleone Bonaparte si impossessò della villa, ma grazie ad una conoscenza personale con il vescovo Dania, che era stato compagno di scuola del giovane generale, si riuscì ad ottenere una protezione.
Durante la guerra di successione il seminario di Albenga veniva occupato dai 1200 soldati sotto la guida del commissario cittadino Emanuele Ricci; il seminario venne trasferito per breve periodo nella villa di Lusignano. Nel 1820 il nuovo vescovo di Albenga - Carmelo Cordiviola - con la scusa della malsana aria (forse dovuta alla recente costruzione della fornace Perseghini, molto vicina alla villa) che si era insediata a Lusignano, chiese ed ottenne dal governo di poter accedere ad un ampio e dismesso convento in Alassio dove aprì poi un altro seminario, capace di ospitare tutti i chierici anche nei mesi autunnali.
Con l'Unità d'Italia la Chiesa si vede togliere molti dei suoi beni e anche la villa di Lusignano, durante l'amministrazione vescovile di Pietro Anacleto Siboni, rischiò un cambiamento di proprietà che fu scongiurato nel 1867 grazie all'aiuto dell'avvocato Giuseppe Leone Mantica. Nel 1921 fu venduta dal vescovo Angelo Cambiaso che con il ricavato acquistò la cartiera di Verzi (Loano); tuttavia durante la seconda guerra mondiale ha funzionato per qualche periodo come seminario anche nel periodo invernale.

#### Villa Prospera

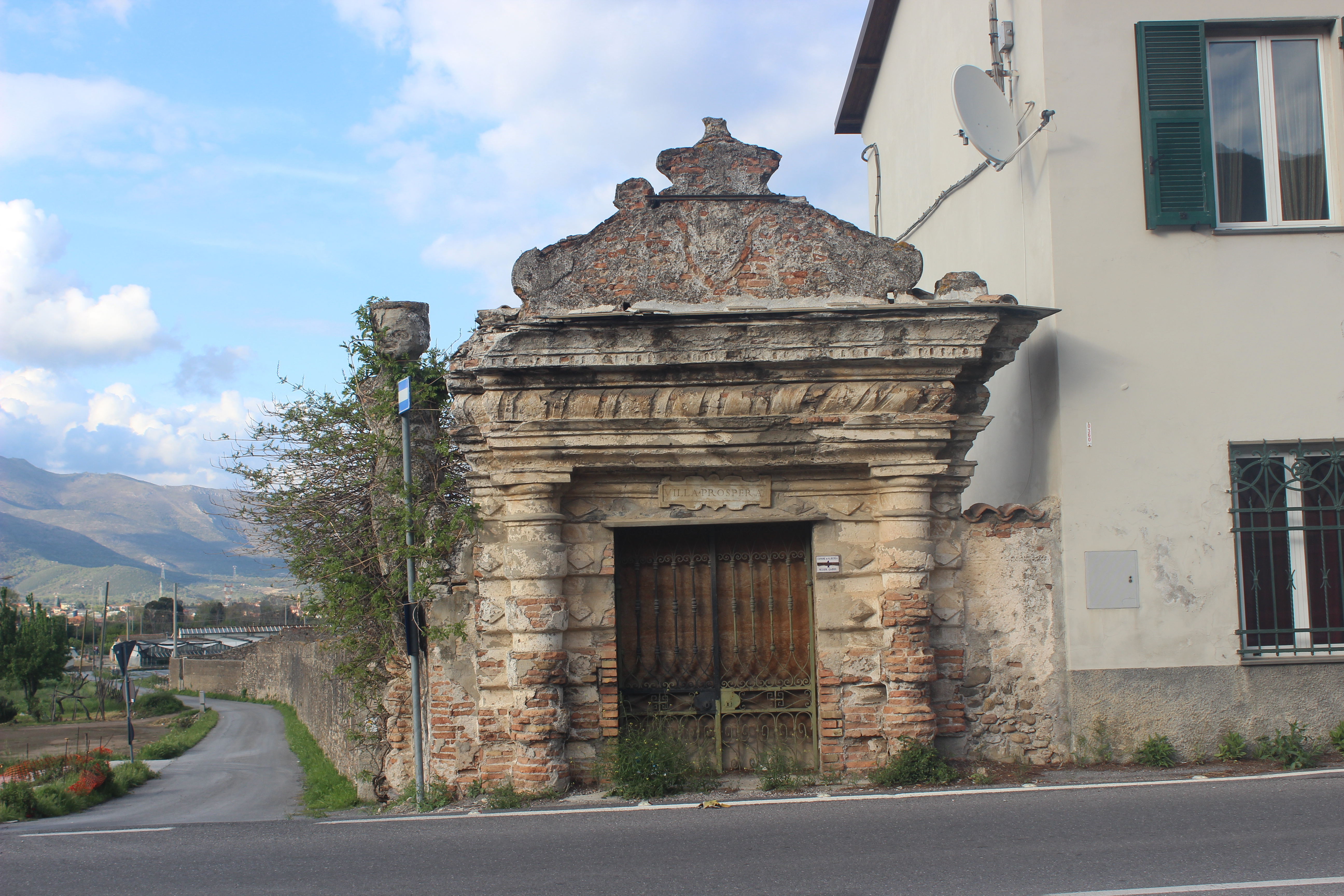
Portale di villa Prospera

Lungo la strada per la città, la più singolare delle ville della piana è la villa Prospera, già villa Cepolla, con un interessante portale a grottesca in bugnato rustico cavalcato dall'Omu Grossu, una grande figura antropomorfa che ancora riesce a destare tutto lo stupore dell'arte barocca. Ben documentato dal 1604, il manufatto ha al suo ingresso una bizzarra e grottesca figura femminile seduta a cavalcioni della cinta muraria, con la testa rivolta alla dimora padronale. L’iscrizione ricorda il nome del committente dell’opera, il collezionista di antichità Prospero Cepolla, nato a Palermo nel 1543, che volle dare forme monumentali al terreno paterno iniziando nel 1550 e proseguito sino al 1594 descritta con le parole: L’esito fu un complesso residenziale costituito da “una villa cinta di muro con dentro una casa e contiguo prato e vigna nominata il Garzeo posta nel luogo di Lusignano.
La leggenda popolare narra che un bandito stava scappando dai carabinieri, e mentre si trovava sul muro, fu ucciso. Il muro segnava il confine tra i territori appartenenti al vescovo e quelli appartenenti al marchese. Fu eretto il monumento di forma antropomorfa per ricordare tale evento alle future generazioni. Il simbolo è stato ripreso come immagine dalla locale Unione sportiva mutuo soccorso lusignanese. Con la morte dell'ultimo erede Prospero Cepollini (avvocato, podestà di Albenga e presidente della Provincia di Savona), avvenuta nel 1972 la proprietà passa alle Suore del Sacro Cuore di Gesù di Torino, dove due zie, compresa la Serva di Dio Maria Giuseppina di Gesù, fecero servizio. Quindi la proprietà venne venduta a privati.

#### La fornace Perseghini
La famiglia Perseghini costruì due fornaci per la produzione di mattoni a Lusignano ed Albenga, acquistando una fabbrica di calce a Finale Marina. Alla morte di Gaspare Perseghini, nel 1925, lasciò l'impresa in mano ai figli Eugenio e Giuseppe. Da allora cominciò la scalata ai vertici dell'economia locale. La fornace di Lusignano fu aperta ufficialmente nel 1810 facendo della fornace, con funzionamento del metodo del forno Hoffmann, uno dei primi esempi in Italia.
Nel secondo dopoguerra arrivò la nuova fornace a Villanova d'Albenga e l'attività fiorì grazie alla ricostruzione. Nel 1958 muore Eugenio. A metà degli anni settanta, iniziò il rapido declino: le produzioni a ciclo continuo, i materiali plastici e il ferro sostituiscono il mattone.
Nel 1997, la fornace inizia una nuova vita grazie ad un intervento di recupero edilizio che la trasforma in un complesso residenziale, dalle forme molto simili a quelle di un tempo. Alcune associazioni criticano il progetto, sostenendo che non si sia trattato di un vero e proprio recupero, ma della distruzione delle forme che aveva un tempo la fornace. Si sono tuttavia conservati i forni e una parte della ciminiera che costituiscono un vero e proprio "monumento industriale" di un'epoca ormai passata. Il cantiere della fornace risulta ancora aperto, sono stati segnalati una serie di abusi e difformità fatte dai responsabili del cantiere tra i quali aumento delle cubature di alcune migliaia di metri cubi e la costruzione abusiva nell'adiacente rio Carpaneto.
I registri delle attività economiche sono ancora conservati, a testimonianza della forte attività della fabbrica.
Nel 2019 la società possedente la Perseghini fallisce lasciando all'asta la struttura, che viene acquisita nel marzo del 2022 da un gruppo immobiliare intenzionato a concludere l'operazione realizzando un resort con piscina e spa.

#### La villa Romana
Nel 1995, durante gli scavi per la realizzazione di un nuovo complesso residenziale in regione Rusineo, lungo la fascia pedemontana, vennero alla luce dei resti di ruderi romani, probabilmente una villa agricola di Età Imperiale. L'area degli scavi rappresenta una pars rustica di una villa, si estende in direzione est-ovest di un poggio sopraelevato di una decina di metri rispetto alla pianura, vicino a un corso d'acqua fa di questa zona una villa perfecta. Si conservano parzialmente tra i lati nord, sud ed ovest di un ampio cortile rettangolare, largo 24 metri, formato da murature in calcestruzzo rivestite in pietrame di forma irregolare. La lato est del cortile, come pure le strutture murarie che si trovano ad ovest del cortile stesso, sono stati completamente asportati nel corso del tempo, probabilmente quanto, in epoca recente, la zona fu terrazzata per scopi agricoli e furono quindi attuati ampi sbancamenti. Nella parte nord del cortile si impostano 4 vani adiacenti con pavimentazione in terra battuta, forse utilizzata in antichità come locali di servizi, ricovero attrezzi o magazzino. Nel lato sud del cortile, oggi ricoperto, è presente un ambiente stretto e allungato, sicuramente la stalla. Sono state rinvenute delle tegole cementate lungo il muro che delimita il lato interno del cortile, in lieve pendenza verso l'esterno, che sembrano canalizzazione per lo smaltimento dei liquami, mentre nella vicina vasca in cocciopesto è presente un abbeveratoio. La stratigrafia archeologica permette di distinguere una continuità di vita del sito dalla sua costruzione del I secolo a.C. fino al V sec d.C. Questo ritrovamento, il primo di età romana fuori dai luoghi costieri di Albenga, fa capire quanto l'antica Albingaunum fosse espansa a livello agricolo. Questa villa è stata scavata per un'area di circa 800 metri quadrati, dove sono emersi luoghi di deposito di materiali, probabilmente stalle e altri luoghi. La villa deve essere ancora soggetta a studi di dettaglio. L'intera area archeologica è stata sottoposta a tutela di vincolo archeologico con il DM 6/11/1995 e il 7/7/1997.

#### Piazze e strade pubbliche
A seguito di un importante lavoro di valorizzazione del patrimonio architettonico, nel 2012 è stato istituito il vincolo puntuale per le piazze e strade pubbliche di Lusignano. Tale vincolo è motivato dal fatto che il borgo attuale deriva dal medioevo, ma dal momento che nel corso degli anni '90 sono stati rinvenuti dei resti di una villa romana, si ritiene che gli scavi che potranno essere eseguiti, potrebbero essere a rischio di ritrovamento archeologico.

#### Il cimitero
Nel 1832 viene emanata dal Re il Manifesto senatorio per cui i defunti non si sarebbero più potuti seppellire nelle chiese o all'interno dei borghi per questioni sanitarie; viene scelto un terreno per la sepoltura fuori dall'abitato. Viene scelto un terreno posto sopra il Borgo di proprietà di Pietro della Pietra per 30 Lire e una superficie di 130 m²; il Conte Cepollini si oppone e vince la controversia poiché il terreno non rispecchiava quando voluto dalle Regie Patenti. La Commissione trova quanto detto dal Conte non veritiero, ma per evitare litigi preferisce trovare un altro luogo, e nel 1833 si trova un terreno in un appezzamento in Regione Molino, di proprietà di Dorotea Rolando, moglie di Filippo Enrico, di 225 m², usata per la viticoltura e pagato 52 centesimi al metro quadrato.

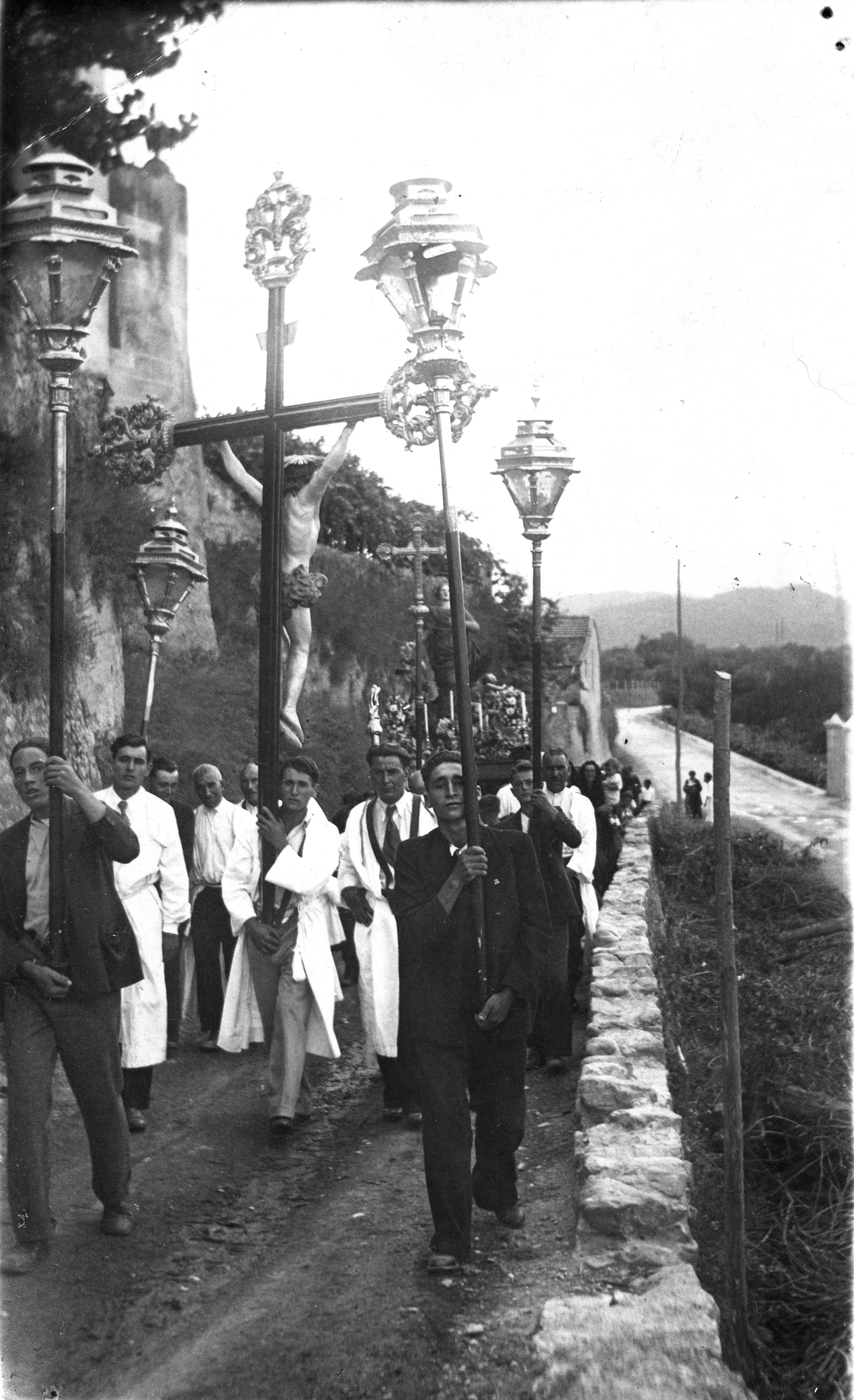
Processione di inizio secolo con l'artistico crocifisso della confraternita

## Geografia antropica
Il borgo ha la via principale dal nome di Via Enrico Riva. Il territorio della frazione è così suddiviso:
- Regione Acquafredda
- Regione Barbano
- Regione Brà
- Regione Capriolo
- Regione Carato
- Regione Cascio
- Regione Castellaro
- Regione Cianastre
- Regione Ciasse
- Regione Collette
- Regione Cuni
- Regione Fontana
- Regione Fornace
- Regione Giaire
- Regione Giairini
- Regione Isola
- Regione Loreo
- Regione Merisane
- Regione Molino
- Regione Mortime Vecchie
- Regione Nairolo
- Regione Negiaire
- Regione Nuià
- Regione Parase
- Regione San Giovanni
- Regione Ruggia
- Regione Rusci
- Regione Sottu
- Regione Tecci
- Regione Trappe
- Regione Zerba